# Marc Soler i Giménez
Marc Soler i Giménez   (Vilanova i la Geltrú, 22 de novembre de 1993) és un ciclista català, professional des del 2015, quan fitxà pel Movistar Team de l'UCI World Tour. En el seu palmarès destaca el Tour de l'Avenir del 2015 i la París-Niça obtinguda l'any 2018 i dues etapa de la Volta a Espanya (2020 i 2024).
Actualment corre a l'equip UAE Team Emirates.

## Biografia
De petit va començar jugant al futbol base del Club de Futbol Vilanova i la Geltrú, però als 14 anys es passà al ciclisme de la mà de l'escola de Paco Gálvez, el pare de l'Isaac Gálvez. La manca d'equips catalans el van dur a fitxar pel Lizarte, un dels millors equips espanyols sub-23. El 2014 arribà la seva eclosió, amb quatre victòries en clàssiques del circuit sub-23 (Soraluze, Ereño, Urretxu i Lizarra) i dues etapes a les Voltes de Bidasoa i Zamora, que van fer que el Movistar Team s'interessés per ell i el fitxés per tres temporades.
Va debutar amb el Movistar Team al Tour de San Luis. i en una cursa de l'UCI World Tour 2015 a la Volta a Catalunya, on va tenir un paper destacat en la sisena etapa, que acabà en quarta posició després de formar part de l'escapada del dia. L'agost del mateix any va guanyar la classificació final al Tour de l'Avenir.
El març de 2018 aconseguí la seva primera victòria en una cursa World Tour, en guanyar la general de la París-Niça. El 2020 guanyà la seva primera etapa en una gran volta, en guanyar la segona etapa de la Volta a Espanya.
El 2021 abandona a les dues grans voltes on participa per caigudes; al Giro d'Itàlia quan era el cap de files de l'equip navarrès per primer cop, i al Tour de França. Aconsegueix 1 etapa al Tour de Romandia.
Pel 2022 canvia d'aires i fitxa per l'equip UAE Team Emirates.

## Palmarès
- 2013
  - Vencedor d'una etapa a la Volta a Palència
- 2014
  - 1r a Soraluze
  - 1r a Ereño
  - 1r a Urretxu
  - 1r a Lizarra
  - Vencedor d'una etapa a la Volta a Bidasoa
  - Vencedor d'una etapa a la Volta a Zamora
- 2015
  - 1r al Tour de l'Avenir
- 2016
  - Vencedor d'una etapa a la Ruta del Sud
- 2018
  - 1r a la París-Niça
- 2020
  - 1r al Trofeu Pollença-Andratx
  - Vencedor d'una etapa a la Volta a Espanya
- 2021
  - Vencedor d'una etapa al Tour de Romandia
- 2022
  - Vencedor d'una etapa a la Volta a Espanya.  1r del Premi de la combativitat
- 2024
  - Vencedor d'una etapa a la Volta a Espanya.  1r del Premi de la combativitat
- 2025
  - Millor català a la  Volta a Catalunya
  - 1r a la Volta a Astúries i vencedor d'una etapa

### Resultats a la Volta a Espanya
- 2017. 48è de la classificació general
- 2019. 9è de la classificació general
- 2020. 18è de la classificació general. Vencedor d'una etapa
- 2022. 27è de la classificació general. Vencedor d'una etapa  1r del Premi de la combativitat
- 2023. 14è de la classificació general
- 2024. 41 de la classificació general

### Resultats al Tour de França
- 2018. 62è de la classificació general
- 2019. 37è de la classificació general
- 2020. 21è de la classificació general
- 2021. No surt (2a etapa)
- 2022. Fora de control (16a etapa)
- 2023. 56è de la classificació general
- 2024. 44è de la classificació general
- 2025. 29è de la classificació general

### Resultats al Giro d'Itàlia
- 2021. Abandona (12a etapa)